# آناکرئون ۲۳۳۹
سیارک ۲۳۳۹ (به انگلیسی: 2339 Anacreon، نامگذاری:2509P-L) دو هزار و سیصد و سی و نهمین سیارک کشف شده‌است که در ۲۴ سپتامبر ۱۹۶۰ کشف شد.
قدر مطلق سیارک برابر ۱۳٫۴۹ است.